# Laurent Dantal
Laurent Dantal naît à une date inconnue à Nice. Bien que ne sachant ni lire, ni écrire, il devient pourtant un excellent constructeur naval.

## Biographie

### Vie privée
A Nice, il épouse Dorothée Nissiaz le 8 décembre 1654. Elle y met au monde ses six premiers enfants. Le septième, Joseph, est baptisé le 13 juillet 1675 à Collonges[Lequel ?]. Son épouse y décède le 23 décembre 1679 et Laurent Dantal se remarie à une autre Niçoise, Anne Thomassin qui décède à Genève en 1691. Dantal est inhumé le 19 février 1696 à Thonon-les-Bains.

### Vie professionnelle
En 1671, Laurent Dantal, constructeur naval à Nice, est appelé à Thonon-les-Bains par le duc de Savoie pour construire une flotte de galères sur le Léman. En 1691, il réalise à Morges, la « Gaillarde » première barque du Léman.
Appelé à Thonon par le Duc de Savoie Charles-Emmanuel II en 1671, il y construit à sa demande une tartane méditerranéenne à trois mâts et voiles latines, le « Saint-Charles » qu’il adapte aux conditions lémaniques. Inspecté et testé, le bateau émerveille les experts envoyés par le Duc par la perfection de sa construction et ses exceptionnelles qualités nautiques. La même année, Dantal entreprend la réalisation d’un deuxième bateau, plus grand, le « Saint-Jean-Baptiste ». En récompense de son travail, il est nommé « Patron des galiotes de son Altesse Royale » et se voit commander deux unités supplémentaires. 
En 1690, sous la menace d’une invasion française, le duc de Savoie ordonne à Dantal d’emmener sa flotte et de la placer sous la protection des Bernois. En plus des vieux « Saint-Charles » et du « Saint-Jean-Baptiste », il emmène deux brigantins de 8 paires de rames, une galère de 17 paires de rames à 2 rameurs la « Légère » de 29.2 m, et une autre à 20 paires de rames à 2 rameurs encore inachevée, la « Fidèle » de 30.9 mètres. Après un détour par Villeneuve, les navires sont amarrés à Morges. Les Bernois, ravis de mettre la main sur une flotte de guerre complète et sur le meilleur constructeur naval de l’époque, décident la construction du port (le deuxième port du Léman) pour les protéger.
Dantal chargé de réaliser une machine pour planter les pieux de soutènement, rencontre alors le maître de l’ouvrage Jean-François Panchaud pour le compte duquel, il invente et construit la première barque du Léman, la « Gaillarde »,. Ce type de bateau rencontre un exceptionnel succès puisqu’environ deux cents bateaux de ce type seront construits jusqu’en 1932.
Le fils de Laurent, Joseph Dantal, se fera connaître comme corsaire sur le Léman en 1704 et 1705, notamment en interceptant avec succès un chargement d'or destiné à payer la solde de troupes françaises en Lombardie.